# Henryk IV Prawy

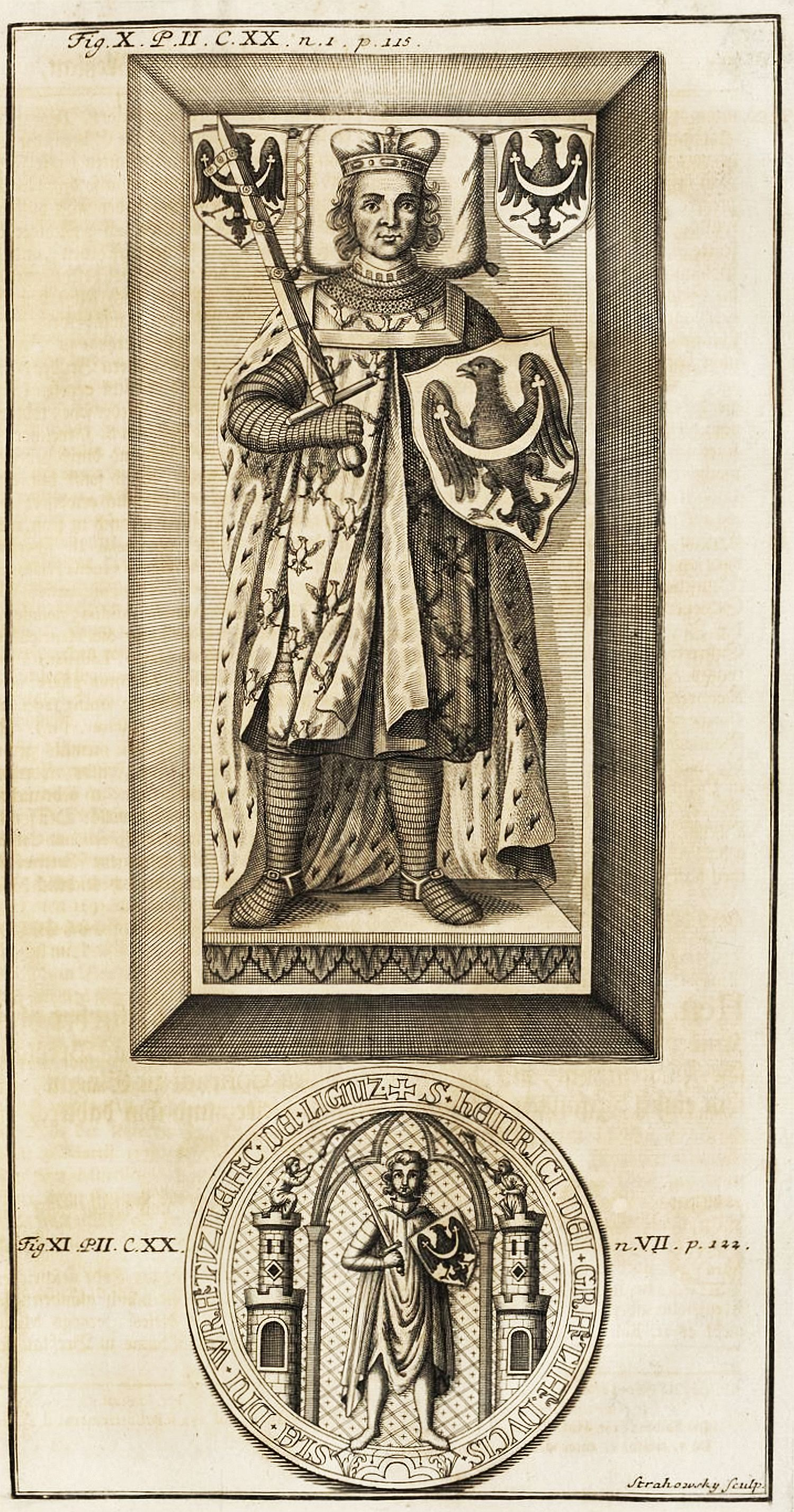
Wizerunek z nagrobka i pieczęć piesza Henryka IV Probusa, miedzioryt Bartłomieja Strachowskiego, 1733

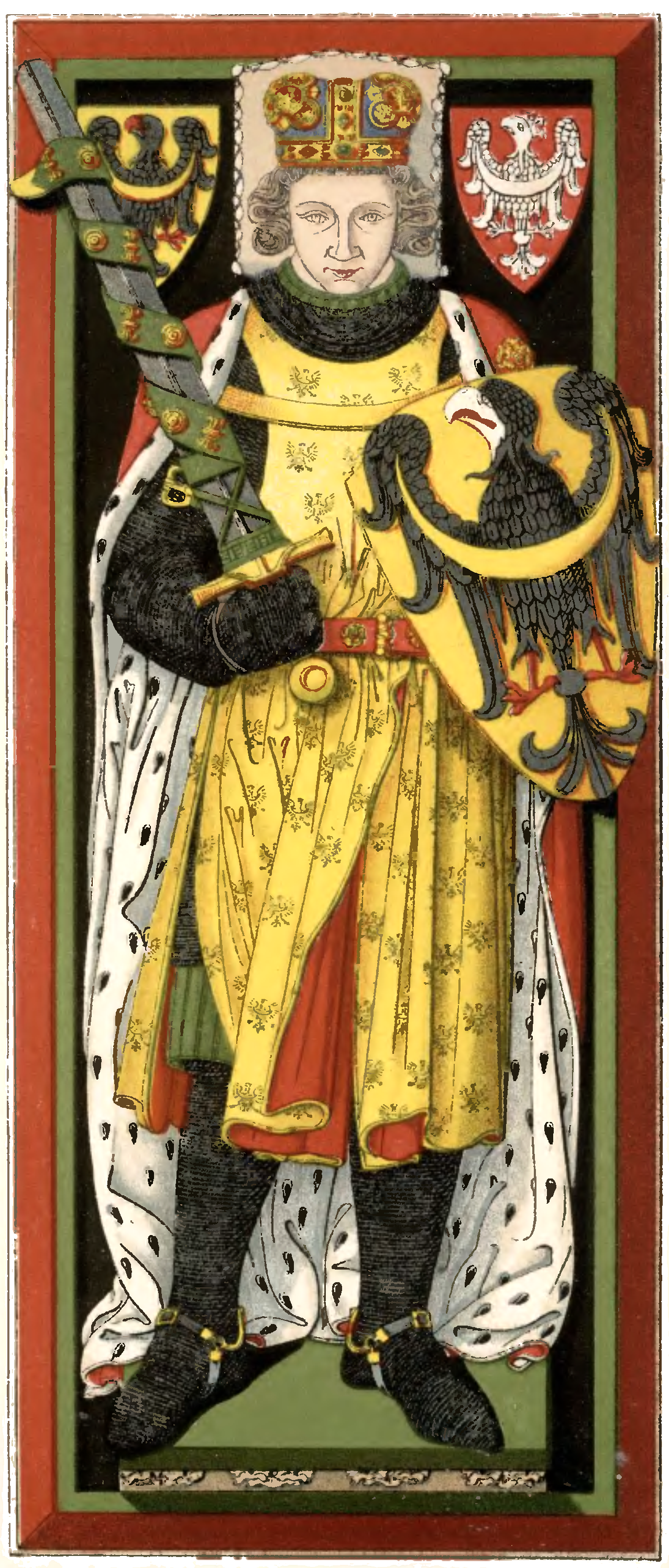
Nagrobek Henryka IV Prawego. Rekonstrukcja polichromii

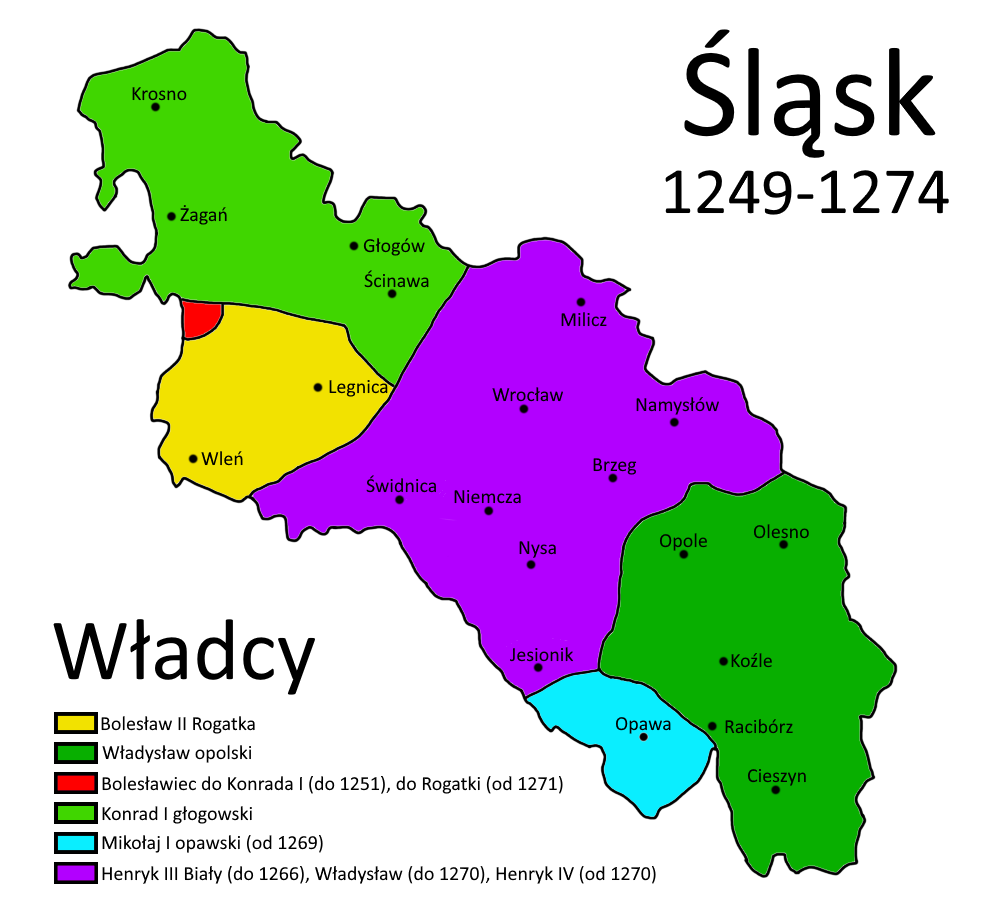
Dzielnica Henryka IV w latach 1270–1274 (kolor fioletowy)

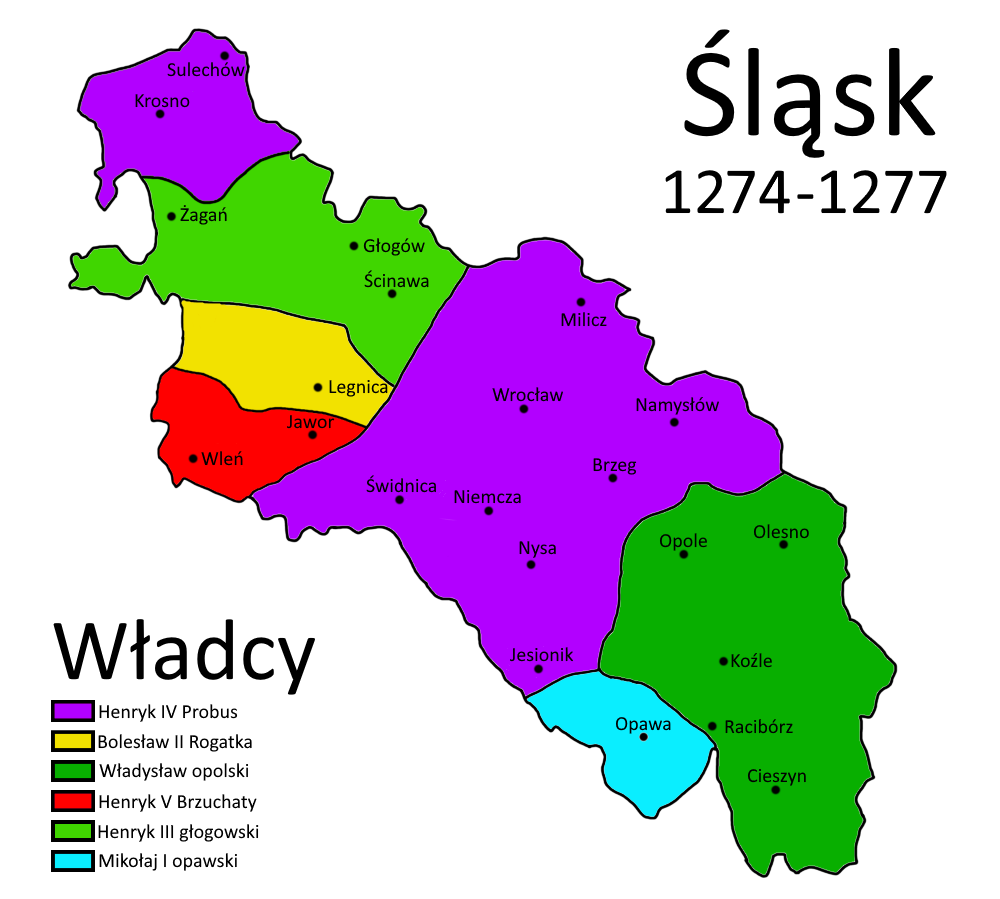
Księstwo wrocławskie pod rządami Henryka IV Prawego w latach 1274–1277 (fioletowy)

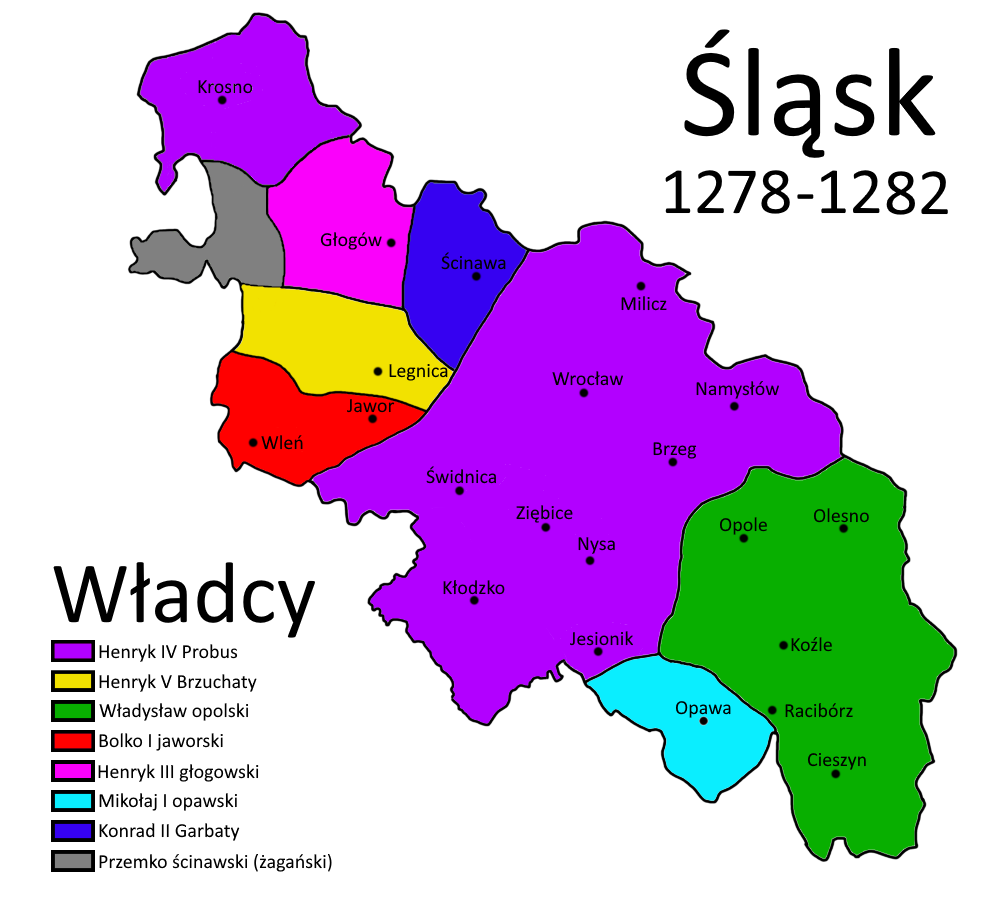
Księstwo wrocławskie pod rządami Henryka IV w latach 1277–1282 (fioletowy)

Henryk IV Prawy lub z łaciny Probus (niem. Heinrich IV. von Breslau lub Heinrich der Gerechte, cz. Jindřich IV. Probus) (ur. 1257 lub 1258, zm. 23 czerwca 1290) – książę wrocławski w latach 1270–1290, książę krakowski w latach 1288–1290, książę ścinawski w latach 1289–1290, minnesinger.

## Genealogia, opieka stryja Władysława i króla czeskiego Przemysła Ottokara II
Henryk IV był jedynym synem księcia wrocławskiego Henryka III Białego i Judyty mazowieckiej. Wcześnie osierocony przez ojca (w 1266 r.) Henryk znalazł się pod opieką stryja, arcybiskupa Salzburga Władysława. Nie mogąc się stale opiekować małoletnim bratankiem, Władysław, będący w ciągłych rozjazdach pomiędzy Salzburgiem a Wrocławiem, wysłał w 1267 r. Henryka do Pragi na dwór czeskiego króla Przemysła Ottokara II, który od śmierci arcybiskupa (1270), przejął formalnie regencję w księstwie. Po śmierci stryja (który przekazał młodemu księciu w testamencie wszystkie swoje uprawnienia) Henryk powrócił do kraju, gdzie znalazł się pod bezpośrednią opieką późniejszego najbliższego doradcy księcia, Szymona Gallicusa, będącego dotąd na służbie Przemysła.
W młodości Henryk otrzymał staranne wykształcenie, o czym świadczyć może jego późniejsze zainteresowanie kulturą rycerską i poezją. Kilka lat po śmierci został uwieczniony w Kodeksie heidelberskim (Kodeksie Manesse) jako Herzoge Heinrich von Pressela („książę Henryk z Wrocławia”), zwycięzca turnieju rycerskiego. Zamieszczono też dwie pieśni jego autorstwa w języku średnio-wysoko-niemieckim (Mittelhochdeutsch), jako minnesingera.
Współpraca z władcą czeskim początkowo układała się wzorowo. W 1271 r. Henryk uczestniczył w wyprawie zbrojnej przeciwko Węgrom, co sprowadziło na księstwo wrocławskie napad sprzymierzonych z Arpadami książąt wielkopolskiego i małopolskiego.
Za pełnoletniego syna Henryka III uznano dopiero w 1273 r. i z miejsca książę zaczął prowadzić bardziej niezależną politykę zawierając jako przeciwwagę przyjazne stosunki z księciem opolskim Władysławem i poznańskim Przemysłem II. Henryk IV aktywne wspierał Przemysła Ottokara II również w 1276 r., kiedy oddziały posiłkowe wrocławian walczyły w Czechach z wojskami króla rzymskiego Rudolfa z Habsburga. Klęska króla czeskiego nie zachwiała wiernością Prawego i to pomimo ofiarowywanego przez Rudolfa tytułu księcia Rzeszy w zamian za odstąpienie od sojuszu z Czechami.

## Porwanie Henryka przez księcia legnickiego Bolesława
Z osłabienia siły militarnej króla czeskiego, możnego protektora Henryka, próbował skorzystać książę legnicki Bolesław II Rogatka. Już na początku lat siedemdziesiątych wysunął on żądania do jednej trzeciej księstwa wrocławskiego, jako należnego mu spadku po zmarłych braciach Henryku III Białym i Władysławie. Henryk IV, będąc pewnym poparcia Ottokara II, sprzeciwił się zdecydowanie wszelkim próbom zmniejszenia jego terytorium.
18 lutego 1277 roku Bolesław postanowił przejść do działania, napadając na przebywającego w Jelczu Henryka, więżąc go we Wlenia. Trudną sytuację księcia wrocławskiego próbowali wykorzystać m.in. książę wielkopolski Bolesław Pobożny i margrabia brandenburski Otto V Długi.
W obronie swojego władcy możni wrocławscy zaczęli zbierać rycerstwo. Sprawy zdecydowali się również bronić Przemysł II Wielkopolski i brat stryjeczny Henryka, jego imiennik Henryk III Głogowczyk. Król czeski ograniczył się do gorączkowych apeli i próśb o uwolnienie. Do rozstrzygającej krwawej bitwy pomiędzy oddziałami koalicji i Bolesława Rogatki doszło 24 kwietnia 1277 w bitwie pod Stolcem. Zwycięstwo przypadło stronie legnickiej dzięki odwadze i talentom militarnym syna Rogatki, Henryka V Brzuchatego – Przemysł II i Henryk III znaleźli się w niewoli.
Wolność Henryk IV Prawy, razem z niefortunnymi obrońcami, odzyskał dopiero pod koniec roku, kiedy zdecydował się zaakceptować wyniki rozmów Przemysła Ottokara z jego przeciwnikami. Ostatecznie został zmuszony do oddania Rogatce jednej szóstej księstwa ze Środą Śląską na czele, Ottonowi V w zastaw Krosno Odrzańskie (uzyskane od książąt głogowskich w 1273 lub 1274 r.) a Bolesławowi Pobożnemu okup pieniężny.

## Śmierć Przemysła Ottokara II, próba zdobycia regencji w Czechach
W 1278 roku rycerze wrocławscy spod znaku Henryka IV uczestniczyli w wielkiej bitwie pod Suchymi Krutami, w której legły w gruzach wraz ze śmiercią plany imperialne Przemysła Ottokara II. Sam książę wrocławski w wyprawie nie uczestniczył, jednak na wieść o śmierci króla czeskiego, jako jego bliski krewny (był wnukiem królewny czeskiej Anny) i sojusznik, wyruszył do Pragi, by objąć tam rządy w imieniu małoletniego Wacława II. Próba zdobycia regencji zakończyła się fiaskiem (regentem został Otto V Brandenburski), Henryk jednak otrzymał od Rudolfa z Habsburga ziemię kłodzką. Uwolnienie się z kurateli Przemyślidy wykorzystał też, wykupując w 1279 r. Krosno Odrzańskie.

## Hołd lenny w 1280 roku
Po śmierci protektora Henryk zaczął bliżej współpracować z królem rzymskim Rudolfem z Habsburga sondując na zjeździe w Wiedniu w marcu w 1280 r. możliwość otrzymania z jego rąk korony królewskiej. Wówczas to Henryk IV Probus, podobnie jak górnośląski książę Władysław I opolski, złożył hołd lenny królowi niemieckiemu Rudolfowi I Habsburgowi.
Na krótko przed wyprawą do Wiednia książę wrocławski Henryk IV zawarł układ z księciem opolskim Władysławem I, którego córkę (prawdopodobnie o imieniu Konstancja bądź Estera) pojął za żonę. W układzie małżeńskim zaznaczono, że na wypadek starań o koronę królewską w Polsce, książę opolski przyjdzie z pomocą Henrykowi i uzna w nim króla. Kilka lat po ślubie Henryk IV Prawy, łamiąc prawa kościelne, odesłał żonę do Opola i ożenił się z Matyldą, córką margrabiego brandenburskiego Ottona V Długiego.

## Próby zdobycia supremacji na Śląsku i w kraju

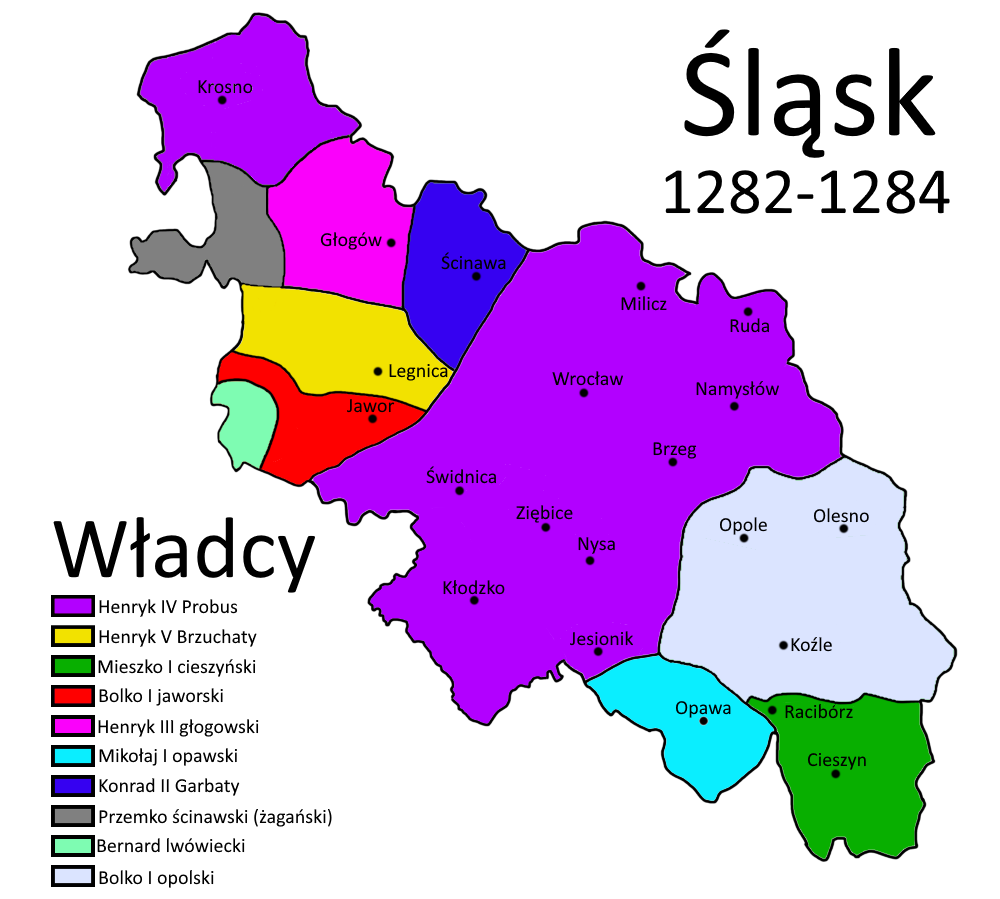
Księstwo wrocławskie pod rządami Henryka IV Prawego w latach 1281–1284 (fioletowy)

Stosunki z sąsiadami księstwa wrocławskiego nie układały się najlepiej. W 1280 r. doszło do najazdu książąt legnickich i margrabiego brandenburskiego, odpartego tylko z najwyższym trudem. Prawdopodobnie w celu unormowania sytuacji w lutym następnego roku doszło do zorganizowania zjazdu międzydzielnicowego w miejscowości położonej w księstwie wrocławskim. Mogło chodzić o wypracowanie metod współpracy. Henryk IV uwięził zgromadzonych książąt Henryka III Głogowczyka, Henryka V Brzuchatego i Przemysła II wielkopolskiego, próbując wymusić na nich ustępstwa polityczne.
Ostatecznie Przemysł II został zmuszony do wydania księciu wrocławskiemu strategicznej w razie walk o Małopolskę ziemi wieluńskiej (zwanej też rudzką), zaś Henrykowie do uznania zwierzchności lennej. W kolejnych latach polityce Prawego na Śląsku, tym razem dobrowolnie, podporządkowali się Przemko ścinawski i Bolko I opolski. Ze zwierzchnictwa wyłamał się za to Henryk V Brzuchaty.
Swoją odrębność polityczną manifestowali również Bolko Jaworski, Konrad II Garbaty oraz trzej synowie Władysława Opolskiego: Kazimierz bytomski, Mieszko cieszyński i Przemysław raciborski (obrażeni na swojego dotychczasowego szwagra Prawego odesłaniem do nich w 1286 lub 1287 r. swojej siostry i unieważnieniem małżeństwa; wierny polityce księcia wrocławskiego pozostał za to czwarty brat, Bolko I).
Pierwszą próbę opanowania Krakowa Henryk IV podjął na przełomie 1280 i 1281 r., co stanowiło odpowiedź na najazd Leszka Czarnego na księstwo wrocławskie, podjęty w obronie uwięzionych w Baryczy książąt. Wyprawa ta zakończyła się jednak niepowodzeniem.

## Konflikt z biskupem wrocławskim Tomaszem II
W latach 1282–1287 Henryk IV Prawy popadł w długotrwały spór z biskupem wrocławskim Tomaszem II Zarembą o majątki i ziemie zajęte przez Kościół w trudnym okresie, który nastąpił po klęsce legnickiej. Inną sprawą sporną było nagminne łamanie immunitetu sądowego Kościoła wrocławskiego. Pierwszy etap konfliktu dało się zauważyć już w latach 1274–1276, zakończony wtedy wyrokiem polubownym, który nie zadowolił żadnej ze stron. Konflikt wybuchł na nowo w 1282.

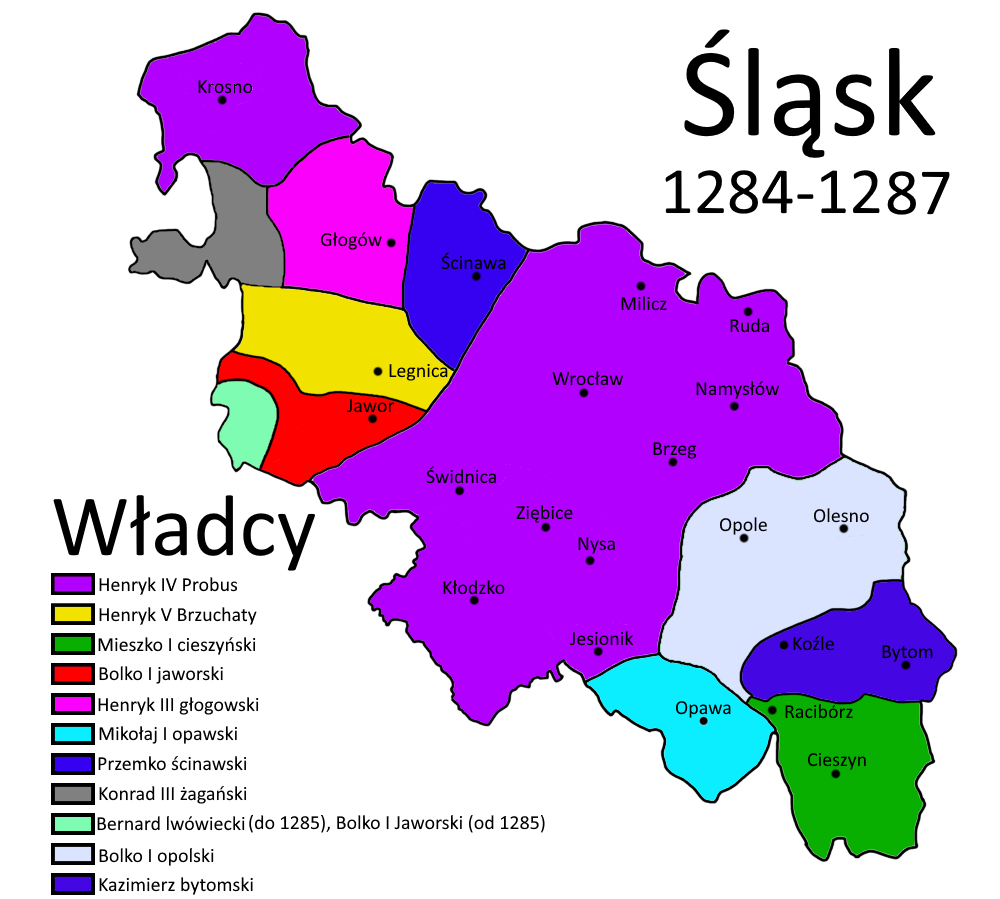
Księstwo wrocławskie pod panowaniem Henryka IV Prawego w latach 1284–1287 (fioletowy)

Na początku 1282 r. biskup wrocławski skierował swoje zażalenie do legata papieskiego Filipa z Ferno, który miał zająć się rozstrzygnięciem sporu. Jego wyrok był korzystny dla hierarchy kościelnego, w związku z czym Henryk IV odwołał się do sądu wiecowego. Decyzja wiecu dzielnicowego, zdominowanego przez stronników księcia, mogła być tylko jedna, co z kolei nie zadowoliło biskupa. W 1283 r. Henryk zorganizował wielki zjazd książąt w biskupiej Nysie, którego główną atrakcją był turniej rycerski, podczas którego „cały zapas zboża, które biskup posiadał na przedmieściach, zużytkowano na paszę dla koni”. Przepychanki prawne trwały nadal. Tomasz II, korzystając z poparcia legata papieskiego, a chcąc złamać opornego Henryka IV, w marcu 1284 rzucił klątwę kościelną na księcia i interdykt na kraj. Książę wrocławski nie zamierzał jednak podporządkować się woli biskupa i jeszcze w tym samym roku złożył odwołanie do papieża Marcina IV. Wkrótce stało się jasne, że również z Rzymu nie należy się spodziewać korzystnych wiadomości. Karom kościelnym pomimo starań Tomasza nie podporządkował się cały kler diecezji. Wierni Henrykowi IV pozostali m.in. franciszkanie. Konflikt trwał dalej, a podjęte przez arcybiskupa gnieźnieńskiego Jakuba Świnkę próby wypracowania kompromisu zakończyły się fiaskiem.
W 1285 r. doszło do dodatkowego zaognienia sytuacji na Śląsku w związku z zajęciem przez Henryka IV kasztelanii nysko-otmuchowskiej, należącej w przeważającej mierze do biskupstwa. Upokorzony postępowaniem księcia biskup wrocławski został zmuszony do emigracji do sąsiedniego księstwa raciborskiego, należącego do Mieszka Cieszyńskiego i Przemysława Raciborskiego. Ostatni akt dramatu rozegrał się w 1287 r. w najechanym przez Henryka IV Raciborzu. Tomasz, nie mając już możliwości ucieczki, zdecydował się w końcu na ugodę, podporządkowując się księciu. Dzięki temu triumfowi mógł książę wrocławski okazać się teraz wspaniałomyślny, bogato uposażając biskupstwo (m.in. dobrowolnie darowując część spornych wcześniej wsi) oraz kolegiatę św. Krzyża.
Tymczasem w polityce zewnętrznej Henryk IV kontynuował próby dalszego podporządkowania sobie książąt polskich, co miało go przybliżyć do upragnionego celu korony królewskiej. W 1284 r., korzystając ze zdrady wielkopolskiego rodu Zarembów, udało mu się opanować gród w Kaliszu. Wkrótce stało się jasne, że straty tej książę wielkopolski dobrowolnie nie zaakceptuje, w związku z czym doszło do rozmów, w wyniku których Przemysł II w zamian za Kalisz oddał mu ziemię ołobocką.

## Henryk IV Prawy księciem krakowskim i starania o koronę

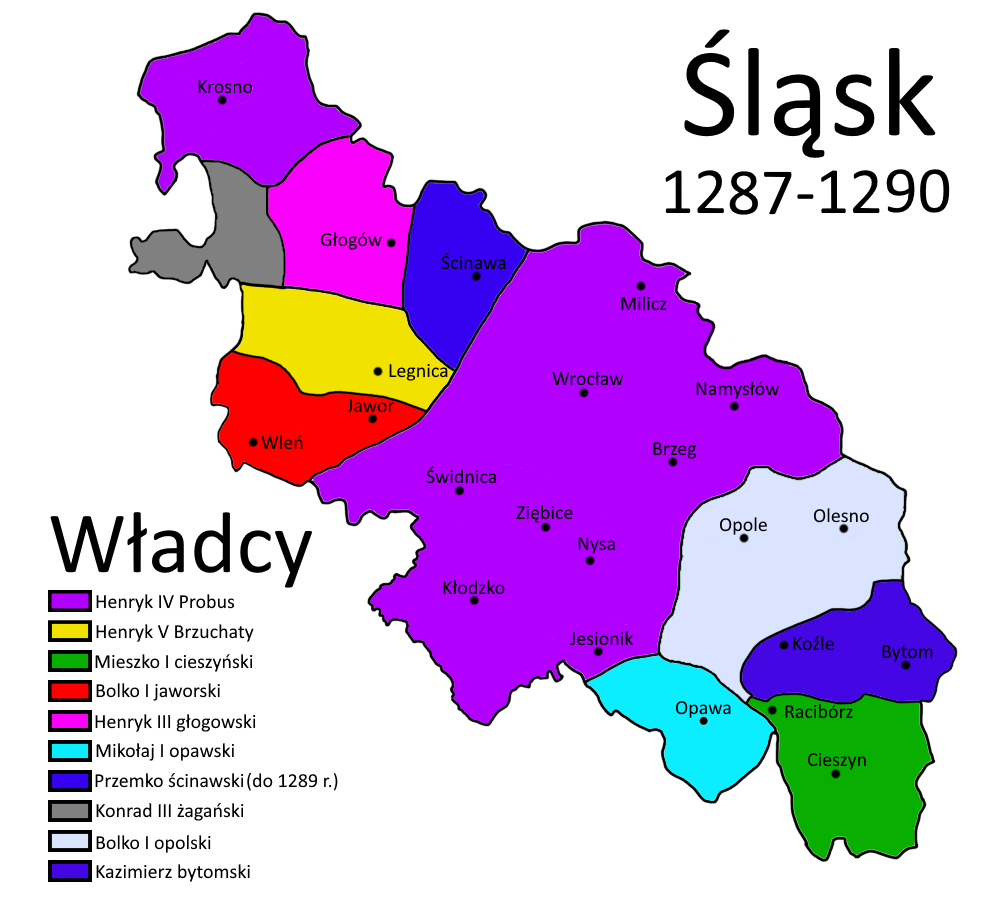
Księstwo wrocławskie pod panowaniem Henryka IV Prawego w latach 1287–1290 (fioletowy). Henryk IV panował od sierpnia 1289 r. także na ziemi krakowskiej

30 września 1288 r. zmarł książę krakowsko-sandomierski Leszek Czarny nie pozostawiając potomstwa. Henryk Prawy uważał Leszka za uzurpatora, a siebie widział jako dziedzica Bolesława Wstydliwego. Otworzyło to więc przed Prawym szansę urzeczywistnienia ambitnych planów zdobycia Krakowa i koronacji królewskiej. Do celu Henryk przygotowywał się latami. Około 1280 roku Władysław opolski wydał dokument w którym oświadczył „Wyrażamy zgodę, aby nasz drogi zięć chciał zdobyć koronę i królestwo w Polsce (...)”. Zorganizował także w 1281 roku zjazd w Sądowlu, gdzie chciał uzyskać poparcie innych książąt piastowskich, ale plany te zakończyły się fiaskiem i nowym konfliktem z panującym na północy Przemysłem II wielkopolskim. Jeszcze w 1287 r. Henryk postanowił doprowadzić do ocieplenia stosunków z Przemysłem II oddając mu dobrowolnie ziemię wieluńską (rudzką). Legendą historyczną jest pomysł lwowskiego profesora Oswalda Balzera w sprawie tzw. pierwszej koalicji książąt piastowskich (mieli to być Leszek Czarny, Henryk Prawy, Przemysł II i Henryk III Głogowczyk), mających wspólnymi siłami doprowadzić do zjednoczenia Polski. Bez względu na prawdopodność tej hipotezy, Henryk IV na wieść o zgonie księcia krakowskiego był gotowy do działania.
Głównym kontrkandydatem do tronu był wybrany przez możnych małopolskich książę płocki Bolesław II, któremu nie udało się jednak opanować Krakowa bronionego przez czołowego stronnika Prawego kasztelana Sułka z Niedźwiedzia. 26 lutego 1289 pod Siewierzem rozegrała się krwawa bitwa pomiędzy wojskami Bolesława Płockiego i wspierającymi go książętami kujawskimi, a oddziałami posiłkowymi Henryka z księstw opolskiego, głogowskiego i ścinawskiego. Starcie zakończyło się pewnym zwycięstwem oddziałów koalicji mazowiecko-kujawskiej. W bitwie zginął wspierający Henryka IV książę ścinawski Przemko, a książę opolski Bolko I dostał się do niewoli Władysława Łokietka.
Pomimo tego sukcesu niespodziewanie książę płocki zrezygnował wkrótce z kandydowania do spadku po Leszku Czarnym zostawiając zdobycie całości dziedzictwa jego przyrodniemu bratu Władysławowi Łokietkowi. W toczonej dalej wojnie początkowo szczęście sprzyjało księciu kujawskiemu, który korzystając z pomocy biskupa krakowskiego Pawła z Przemankowa (który za opór przeciwko władzy Prawego został przez niego później uwięziony) zdołał nawet opanować gród wawelski i pokonać oddziały śląskie pod Skałą i Święcicami.
Ostatecznie wojnę wygrał książę wrocławski, który w lecie 1289 r. przybył osobiście na czele posiłków zbrojnych pod Kraków. Łokietek wydostał się z oblężonego i następnie zdobytego przez wrocławian (na skutek zdrady mieszczan) miasta tylko dzięki pomocy franciszkanów, którzy ukryli go w swoim klasztorze. Pomimo przewagi Henryka książę kujawski utrzymał się za to w Sandomierzu. Kronika Ottokara przekazała relację, według której Henryk Prawy podczas modlitwy w katedrze krakowskiej dostrzegł znak, który uznał za wiadomość od Boga, że powinien zostać królem Polski. W związku z tym za radą prepozyta miśnieńskiego Bernarda von Kamenza wysłał prawnika do papieża w celu zdjęcia klątwy z Henryka, co uzyskano po roku.

## Śmierć Prawego
Będąc tak blisko celu swojego życia Henryk IV Prawy umarł nagle (prawdopodobnie otruty) w 1290 r. Jednym z podstawowych źródeł dotyczących śmierci Henryka IV jest rymowana kronika Ottokara z Horneck (Styria), zawierająca bardzo istotne szczegóły, przez jednych historyków postrzegana jako bardzo wiarygodna, przez innych uważana zaś za pozbawioną wartości.

### Data śmierci
Data roczna śmierci Prawego jest powszechnie przyjmowana. Potwierdzenie dla niej można znaleźć w licznych źródłach. Więcej problemów jest z ustaleniem daty dziennej śmierci Henryka.
Najczęściej można się spotkać z wigilią św. Jana Chrzciciela, tj. 23 czerwca. Istnieją też jednak inne propozycje: 24 czerwca, 22 lipca, a nawet kwiecień. Data 23 czerwca poparta jest zdecydowanie największą ilością źródeł.

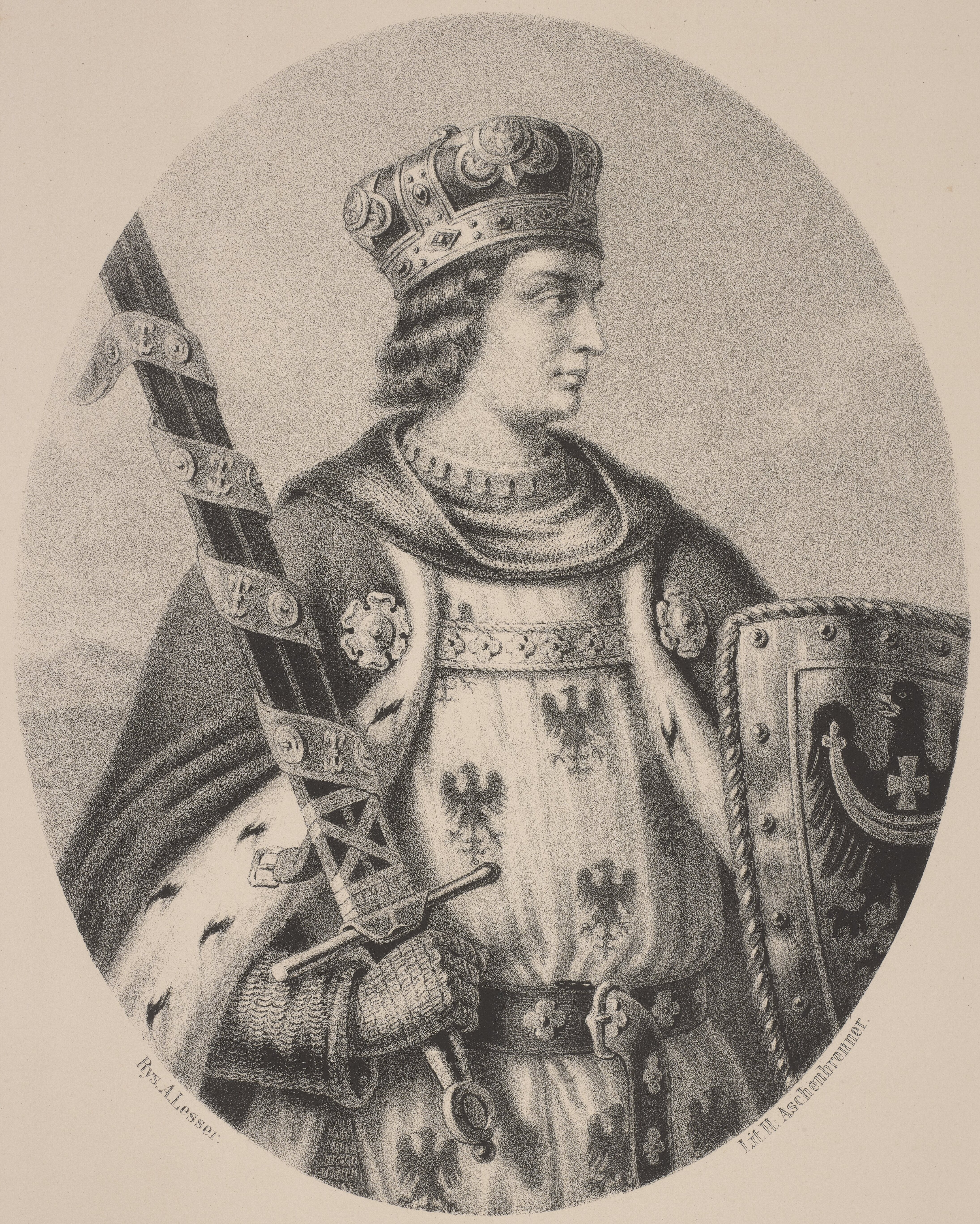
Henryk IV Prawy według Aleksandra Lessera

### Otrucie
O truciźnie, jako przyczynie śmierci księcia wrocławskiego, informuje kilka niezależnych od siebie źródeł: są to polskie nagrobki książąt śląskich (za nimi zaś Kronika książąt polskich, Jan Długosz i późniejsi kronikarze) oraz czeska Kronika Pulkawy i styryjska Kronika Ottokara, wobec czego wersja o otruciu zasługuje w pełni na zaufanie.
Najdokładniejsze szczegóły przedstawia Ottokar styryjski, według którego Henryk IV Prawy miał wysłać do Rzymu swojego legistę, aby ten mu wyprosił zezwolenie na użycie berła i noszenie korony oraz posługiwanie się tytułem królewskim. Negocjacje układały się pomyślnie, ale wiadomo było z góry, że w stolicy św. Piotra bez funduszy (i to wysokich) nic się załatwić nie uda. Wysłannik był jednak na to przygotowany, gdyż wiózł ze sobą ogromną sumę 12 tysięcy grzywien, połakomił się jednak na część funduszy i około 400 grzywien ukradł, a papieżowi usiłował podsunąć fałszywe. Sprawa się w końcu wydała i papież zaczął słać do Henryka listy z wyrazami oburzenia. Malwersant wprawdzie zdołał uciec przed sprawiedliwością papieską i książęcą do Wenecji, ale wiadomo było, że Henryk IV wszelkimi sposobami będzie chciał go ukarać. Nieuchronnej zemście książęcej zapobiec miał pomysł pozbycia się władcy: nieuczciwy legista miał brata medyka, służącego na dworze wrocławskim, który miał zatruwać powoli swojego pana. Wprawdzie inny lekarz książęcy, noszący imię Guncelin, rozpoznał symptomy otrucia i zdołał odratować Henryka powieszeniem go za nogi, co spowodowało silne wymioty i oczyszczenie organizmu, lecz morderca nie rezygnował i zatruł tym razem nóż, którym książę zwykł krajać chleb. Truciciela w końcu wykryto, ale na ratunek było już za późno. Umierając, Henryk IV, w imię chrześcijańskiego miłosierdzia, nakazał nie ścigać i nie karać sprawców swojej śmierci.
To długie opowiadanie nie do końca zasługuje na zaufanie, bowiem tylko niektóre elementy mają potwierdzenie w innych źródłach. Jest to sama kwestia otrucia i co najwyżej motyw starania się Henryka IV o koronację. Opowiedziana przez Ottokara styryjskiego historia w wielu szczegółach zgadza się z przekazaną przez Kronikę Zbrasławską. Tam również kapelan mistrz Aleksy, jako poseł władcy czeskiego Wacława II, miał zdradzić jego interesy, starając się o koronę dla „króla kaliskiego” Przemysła II. Również doszło do malwersacji funduszy obu panów, tylko epilog był trochę inny, bowiem wysłannik zginął zabity przez własnego sługę w kanałach rzymskich. Do opowiadania należy więc podejść niezwykle ostrożnie, jednak fakt otrucia jest bezsporny.

### Zabójcy
Jeśli zawierzyć wersji Ottokara, winnych należałoby szukać wśród możnych wrocławskich (tak jak w przypadku jego ojca) – dwóch braci, z których jeden był legistą, drugi medykiem. Można ich odnaleźć tylko w jednym wypadku: w osobach Jana (który był doradcą książęcym i legistą) i Jakuba (przez źródła określanego jako magister, a więc prawdopodobnie lekarz), synów Goćwina (nadwornego medyka Henryka III). Byli jednak na urzędach jeszcze po zgonie Henryka IV. Można też założyć, że działali oni w interesie Henryka V Brzuchatego, który poprzez morderstwo, a następnie przez zamach stanu obalający testament Prawego, chciał zdobyć władzę w księstwie wrocławskim, ale nie ma na to dowodów. Brakuje innych osób, które odniosły ze śmierci Henryka korzyść, a dałoby się je powiązać z okolicznościami zgonu.

## Testament Henryka
Według przekazów, umierając Prawy kazał sporządzić dwa dokumenty. Jeden dotyczący spraw kościoła wrocławskiego, który nadawał biskupowi upragnione uprawnienia książęce w kasztelanii nysko-otmuchowskiej, drugi polityczny – regulujący kwestię dziedziczenia. Chodzi o zapis Małopolski ze stołecznym Krakowem na czele Przemysłowi II, zaś księstwa wrocławskiego najwierniejszemu stronnikowi Prawego na Śląsku – Henrykowi III Głogowczykowi. W razie bezpotomnej śmierci któregoś z wymienionych książąt dzielnice będące dotąd w ich posiadaniu przejść miały w posiadanie drugiego, co dodatkowo regulował układ pomiędzy zainteresowanymi. Wielu historyków podważa jednak istnienie drugiego dokumentu. Jeśli był on prawdziwy, byłby to krok w kierunku zjednoczenia Polski, a Henryk IV Prawy oczerniany zwłaszcza w starszej literaturze jako świadomy propagator niemczyzny, okazałby się patriotą polskim (abstrahując od zasadności podnoszenia problematyki świadomości etnicznej i językowej w głębokim średniowieczu). Jedynie zapis względem Kościoła (nie licząc zwrotu Kłodzka Wacławowi II, by stracił pretekst do mieszania się w sprawy śląskie) został w pełni zrealizowany. Henryk IV Prawy został pochowany w prezbiterium znajdującej się jeszcze w budowie kolegiaty św. Krzyża i św. Bartłomieja we Wrocławiu, którą ufundował.

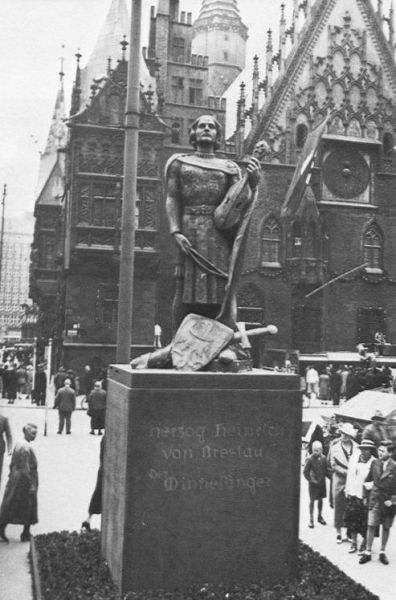
Prezentacja nie zrealizowanego pomnika Henryka IV we Wrocławiu

W czasie II wojny światowej niemieccy antropologowie zamierzali rozstrzygnąć o „germańskości” Prawego. W tym celu jego doczesne szczątki zostały zabrane do badań; zaginęły w wojennej zawierusze. Nagrobek znajduje się w Muzeum Narodowym we Wrocławiu. W 1930 roku powstał projekt pomnika wystawiony na Rynku we Wrocławiu przedstawiający Henryka IV jako minstrela odrzucającego rzemiosło wojenne.

## Polityka wewnętrzna i gospodarcza księcia
Henryk IV Prawy w polityce wewnętrznej przez całe swoje panowanie stał na straży prerogatyw książęcych. Dbał również o rozwój gospodarczy księstwa, obdarzając miasta licznymi przywilejami, także lokacyjnymi (np. Kluczbork i Namysłów), sprowadzał też kolonistów zasiedlających puste dotąd tereny nadgraniczne. We Wrocławiu rozbudował zamek na Ostrowie Tumskim, przekształcając go w formach dojrzałego gotyku. Przeprowadził też reformę skarbową, powiększając znacznie zasoby pieniężne księstwa.

## Fragment kroniki Jana Długosza dotyczący śmierci księcia wrocławskiego
Książę wrocławski Henryk IV Probus albo Pobożny, czując stopniowe wzmaganie się wynikłej z trucizny podanej mu przez jego Ślązaków choroby, która go gnębiła już przeszło pół roku, i (czując) że działanie trucizny jest coraz silniejsze, wezwawszy biskupa wrocławskiego Tomasza i znaczniejszych panów, rozporządzeniem ostatniej woli, ponieważ nie zostawiał żadnego potomka, przeznacza księstwo wrocławskie stryjowi swojemu Konradowi głogowskiemu, a księstwo krakowskie i sandomierskie księciu Wielkopolski Przemysłowi. Rozdawszy resztę swego majątku częściowo kościołom, częściowo żonie swojej Matyldzie, a częściowo ludziom biednym, umiera dwudziestego drugiego lipca na zamku wrocławskim i zostaje pochowany w zbudowanym i wyposażonym świeżo przez niego kościele św. Krzyża

## Żony
1. córka Władysława opolskiego, Konstancja? (od 1277/1280, porzucona przez Henryka najpóźniej w 1287)
2. Matylda brandenburska (od 1287/1288)

## Fundacje
- Kolegiata Świętego Krzyża i św. Bartłomieja we Wrocławiu
- „Dokument księcia z pieczęcią”